# Marian Poślednik
Marian Poślednik (ur. 2 sierpnia 1959 w Pasierbach) – polski polityk, samorządowiec, poseł na Sejm III kadencji, senator VIII i IX kadencji.

## Życiorys
Ukończył w 1984 studia na Akademii Rolniczej we Wrocławiu. Pracował w Zakładzie Doświadczalnym Instytutu Hodowli i Aklimatyzacji Roślin w Smolicach.
W 1980 podjął działalność w Niezależnym Zrzeszeniu Studentów, w 1981 brał udział w strajku w Pafawagu. W 1990 założył Gminny Komitet Obywatelski. Od czerwca 1990 do października 1998 przez dwie kadencje pełnił funkcję wójta gminy Pępowo. W 1996 wstąpił do Stronnictwa Ludowo-Chrześcijańskiego, z którym w 1997 przystąpił do Stronnictwa Konserwatywno-Ludowego. Był posłem na Sejm III kadencji wybranym w okręgu leszczyńskim z listy AWS, w 2001 z listy Platformy Obywatelskiej bez powodzenia ubiegał się o reelekcję w okręgu kaliskim. W 2001 został miejskim i powiatowym pełnomocnikiem PO w Lesznie, a w 2004 stanął na czele powiatowego koła partii. Od 2002 do 2011 sprawował mandat radnego sejmiku wielkopolskiego (w 2006 i 2010 był wybierany na kolejne kadencje).
Został działaczem Międzygminnego Związku Turystycznego „Wielkopolska Gościnna”. Prowadził też własną działalność gospodarczą. Był kandydatem PO do Senatu w wyborach parlamentarnych w 2011 w okręgu nr 94, uzyskał mandat senatora VIII kadencji, otrzymując 38 077 głosów. W 2015 został ponownie wybrany na senatora, otrzymując 33 802 głosy. W 2018 bez powodzenia kandydował ponownie na wójta gminy Pępowo. Nie wystartował w kolejnych wyborach parlamentarnych w 2019. W 2024 ponownie wybrany na radnego sejmiku.
W 2008 otrzymał odznakę honorową „Zasłużony dla Rolnictwa”, a w 2011 tytuł „Zasłużony dla Powiatu Gostyńskiego”.